# Gene Hooks Field at Wake Forest Baseball Park
 (avril 2025).
Le Gene Hooks Field at Wake Forest Baseball Park (anciennement Ernie Shore Field) est un stade de baseball situé à Winston-Salem, en Caroline du Nord. Ses locataires sont les Winston-Salem Dash de la Carolina League et l'équipe de baseball de l'Université de Wake Forest, les Wake Forest Demon Deacons. Sa capacité est de 6 280 places.

## Histoire
Il a été inauguré en 1956, à l'est du Groves Stadium, le stade de l'équipe de football américain universitaire des Wake Forest Demon Deacons. Il a coûté 250 000 USD mais a été rénové en 1993 et 2001.
Le stade a été le terrain de jeu des Winston-Salem Twins (1956), Winston-Salem Red Birds (1957-1960), Winston-Salem Red Sox (1961-1983), Winston-Salem Spirits (1984-1994) et Winston-Salem Warthogs (1995-présent). Il fut également le domicile de l'équipe de baseball de l'Université de Wake Forest, les Demon Deacons, jusqu'en 1981. Ces derniers revinrent y jouer en 2009.